# Серранополис-ду-Игуасу
Серранополис-ду-Игуасу (порт. Serranópolis do Iguaçu) — муниципалитет в Бразилии, входит в штат Парана. Составная часть мезорегиона Запад штата Парана. Входит в экономико-статистический микрорегион Фос-ду-Игуасу. Население составляет 5013 человек на 2006 год. Занимает площадь 483,658 км². Плотность населения — 10,4 чел./км².

## Статистика
- Валовой внутренний продукт на 2003 год составляет 86 868 223,00 реалов (данные: Бразильский институт географии и статистики).
- Валовой внутренний продукт на душу населения на 2003 год составляет 17 771,73 реалов (данные: Бразильский институт географии и статистики).
- Индекс развития человеческого потенциала на 2000 год составляет 0,796 (данные: Программа развития ООН).